# Lebusa

Lebusa  est une commune de Brandebourg (Allemagne), située dans l'arrondissement d'Elbe-Elster.

## Personnalités liées à la ville
- Johann Friedrich Mende (1743-1798), inventeur né à Körba.